# Kenjirō
Kenjirō (jap. けんじろう, ケンジロー) – męskie imię japońskie.

## Możliwa pisownia
Do zapisania „ken” używa się różnych znaków, o różnym znaczeniu (np. 健 „silny/zdrowy”, 建 „budować”, 研 „badania”, 謙 „skromny”). Znaki użyte do zapisania „jirō” (二郎) znaczą „drugi syn”. Mogą to być także samodzielne imiona.

## Znane osoby
- Kenjirō Den (健治郎), ósmy gubernator generalny Tajwanu
- Kenjirō Hata (健二郎), japoński mangaka
- Kenjirō Murai (研次郎), basista japońskiego zespołu cali≠gari
- Kenjirō Tsuda (健次郎), japoński seiyū i aktor
- Kenjirō Shinozuka (建次郎), japoński kierowca rajdowy
- Kenjirō Shōda (建次郎), japoński matematyk
- Kenjirō Tokutomi (健次郎), japoński pisarz i filozof
- Paul Kenjirō Kōriyama, japoński duchowny rzymskokatolicki

## Fikcyjne postacie
- Kenjirō Kurume, bohater anime Hit o nerae!
- Kenjirō Minami (次郎), bohater anime Yuri!!! on Ice